# Ochthephilus andalusiacus
Ochthephilus andalusiacus är en skalbaggsart som först beskrevs av Gaston Fagel 1957.  Ochthephilus andalusiacus ingår i släktet Ochthephilus, och familjen kortvingar. Arten har ej påträffats i Sverige.